# Gotthilf Hagen
 (avril 2023).
Pour les articles homonymes, voir Hagen.

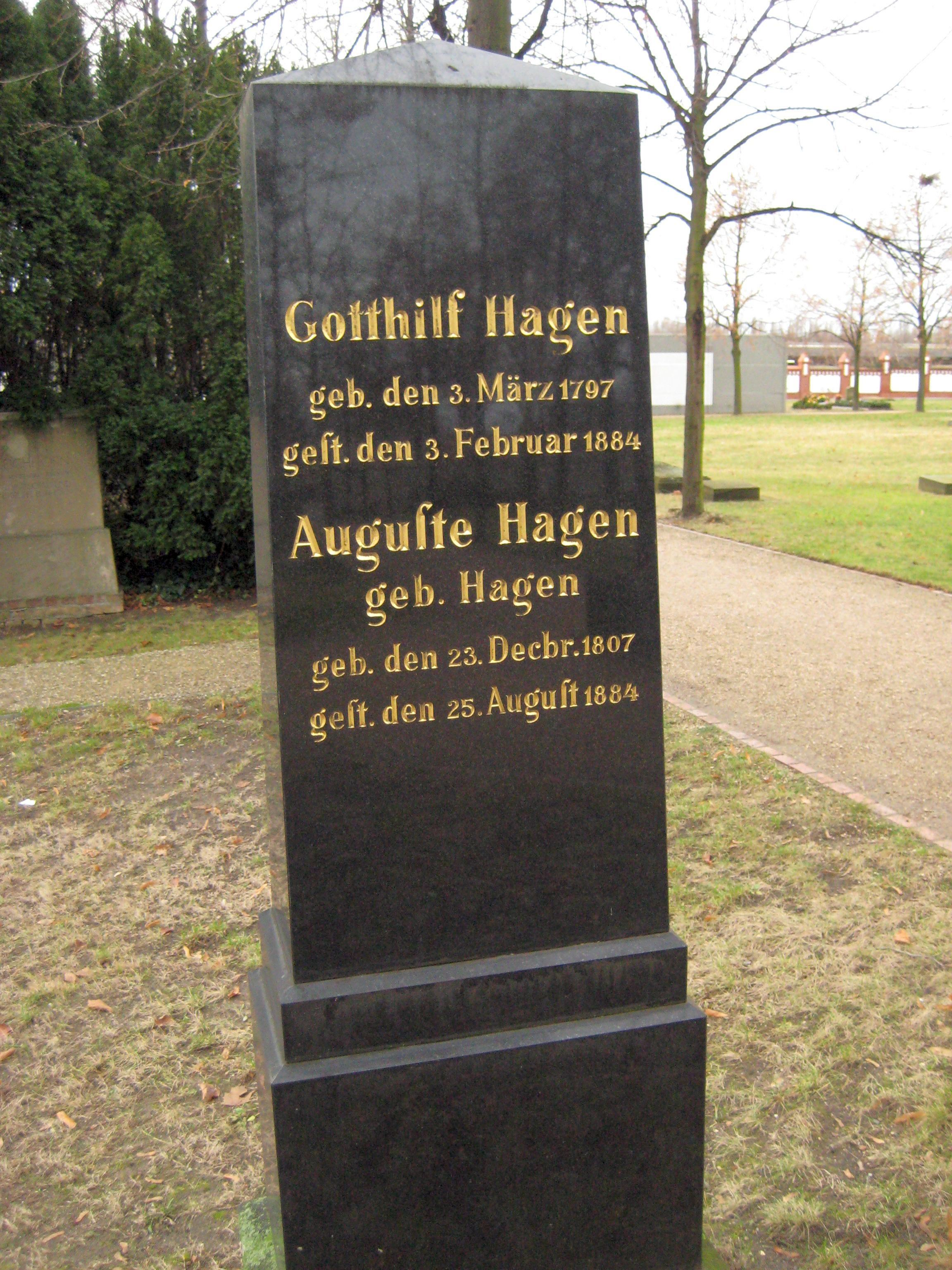
Epitaphe de Gotthilf Hagen et de son épouse Auguste née Hagen dans le cimetière des Invalides de Berlin.

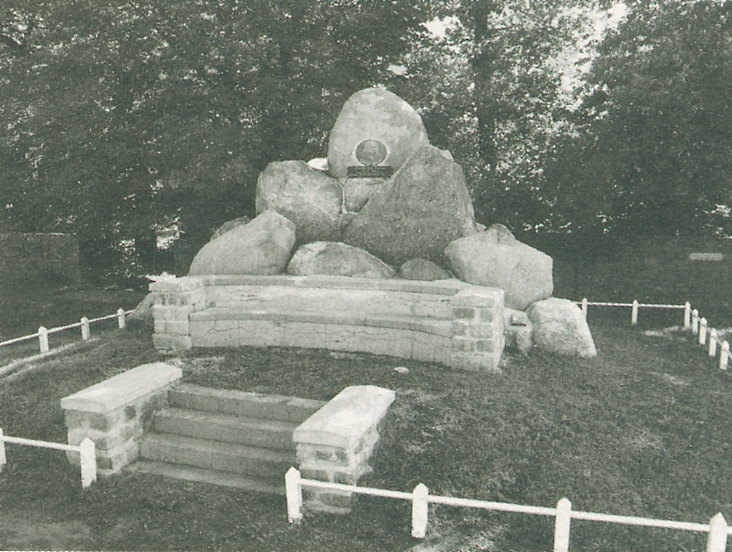
Monument dédié à Gotthilf Hagen à Pillau, l'actuelle Baltijsk (Russie).

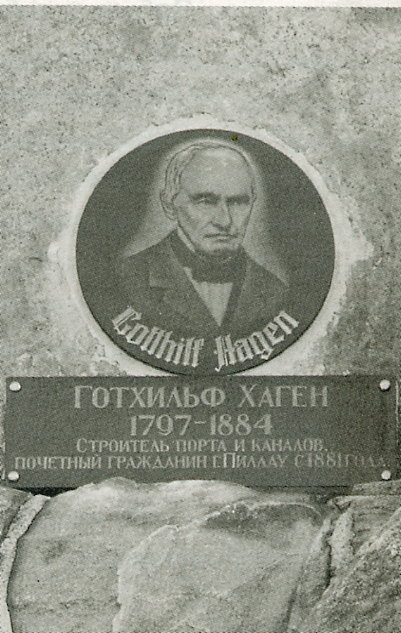
Detail du monument de Baltijsk.

Gotthilf Hagen (de son nom complet Gotthilf Heinrich Ludwig Hagen, né le 3 mars 1797 à Königsberg ; † le 3 février 1884 à Berlin) est un ingénieur hydraulicien prussien, spécialiste des voies navigables. Il a laissé son nom à la loi de Hagen-Poiseuille, et reste connu comme le grand architecte du port de guerre de Wilhelmshaven.

## Biographie
Hagen étudia d'abord les mathématiques et l’astronomie sous la direction de Bessel à l’Université de Königsberg de 1816 à 1818, puis se tourna vers l'architecture et le génie civil. Il réussit le concours de géomètre-expert en 1819 et opta pour le service de l’État. Il se consacra essentiellement au développement des voies navigables. En 1822 il réussit à Berlin le concours professionnel de maître d’œuvre. Il se fit ensuite connaître par les descriptions des aménagements hydrauliques qu'il visita à travers toute l'Europe.
En 1824, la chambre de commerce et d'industrie de Königsberg l'engagea comme maître d’œuvre ; en 1825 la ville de Dantzig lui offrait le poste de conseiller technique, et l'année suivante il était nommé inspecteur du génie maritime pour le port de Pillau ; là, il se consacra à la construction digues : les méthodes de stabilisation du littoral qu'il y mit au point sont toujours utilisées. En 1830 il rejoignit le Haut-Conseil de la Construction à Berlin et devint en 1831 haut-conseiller. De 1834 à 1849, il enseigna l'hydraulique comme privat-docent à l’Académie d'architecture de Berlin et à l'École combinée d'artillerie et du génie de Berlin.
Hagen découvrit expérimentalement en 1839 la loi quantitative de l'écoulement laminaire des liquides homogènes visqueux, et cela indépendamment du Français Poiseuille : cette loi est aujourd'hui connue sous le nom de loi de Hagen-Poiseuille en hommage aux deux physiciens. Ses publications et les résultats de ses recherches, publiées dans plus de trente revues scientifiques différentes, seront rassemblées dans le premier manuel d'hydraulique appliquée publié en allemand, le Handbuch der Wasserbaukunst (1840-1865, trois tomes).
Sur proposition d'Alexander von Humboldt, il fut admis le 7 avril 1842 à l’Académie royale des sciences de Prusse. L'année suivante, il fut reçu docteur honoris causa de l’Université de Bonn en reconnaissance de la qualité scientifique de ses publications. En 1849 il était recruté comme expert auprès du Parlement de Francfort ; il fut promu successivement conseiller référendaire au Ministère du Commerce de Prusse (1850), Directeur général des voies navigables et secrétaire général de la Commission des Travaux Publics (1866) ; Directeur général des Travaux Publics (1869), chargé notamment de l'inspection des grandes infrastructures fluviales et maritimes de Prusse et d'autres états allemands. Il exerça ces dernières fonctions jusqu'à sa retraite en 1875.
Hagen prit une part décisive dans l'aménagement des canaux et des ports maritimes dans les territoires nouvellement échus au Royaume de Prusse au terme du Congrès de Vienne : l’amirauté le chargea notamment d'édifier le « premier arsenal de la Jade », qui deviendra l'un des premiers ports de guerre d'Allemagne sous le nom de Wilhelmshaven. Dégagé de ses obligations auprès du Ministère du Commerce, Hagen assuma la présidence de la Commission Portuaire de la rade de la Jade, créée par décret le 8 juillet 1855. Après le rejet des projets de deux experts, Hagen soumit le sien à l'Amirauté de Prusse le 29 mai 1856 : la conception qu'il proposait répondait non seulement à toutes les exigences de l'État-Major, mais permettait en outre de futures extensions le long de la rade. Ce projet, avec ses ouvrages de fortification et sa redéfinition du tracé urbain, fut approuvé le 25 juin 1856 et fut ratifié par le cabinet du roi Frédéric-Guillaume IV. Transmis pour application au Ministère du Commerce le 12 août 1856, le projet fut mis en application au cours de la décennie qui suivit, non certes sans de multiples rectifications, mais qui n'altérèrent pas l'idée générale. Les plans de Hagen sont toujours bien reconnaissables dans la structure du centre-ville de l’actuelle Wilhelmshaven.

## Hommages
- À la mort de Hagen, la ville de Pillau lui consacra un monument, que l'on peut toujours voir malgré l'annexion à la Russie : le monument, géré par l'Amirauté russe, a été retouché pour une traduction en russe de la dédicace.
- Wilhelmshaven a inauguré en 2007 une « place Gotthilf-Hagen ». On peut y voir un monument dédié par l'association locale „Die Boje“ au célèbre ingénieur, œuvre du Dr Hartmut Wiesner, de Wilhelmshaven.
- La République Fédérale allemande a baptisé Gotthilf Hagen (de) son navire-école en 1959.

## Œuvres
- (de) Grundzüge der Wahrscheinlichkeits-Rechnung [« Principes des tests d'hypothèse »], Berlin, 1867 (réimpr. 2e), 187 p., in-quarto.

### Articles
- (de) « Über die Elasticität des Holzes » [« Sur l'élasticité du bois »], Berichte über die zur Bekanntmachung geeigneten Verhandlungen der Königl. Preuß. Akademie der Wissenschaften zu Berlin, Berlin,‎ 1842, p. 316-319.
- (de) « Über die Änderungen des Wasserstandes der Ost-See, welche sich aus der Vergleichung der in den Preussischen See-Hafen täglich angestellten Beobachtungen ergeben » [« Sur les variations de niveau de la mer Baltique, d'après les observations quotidiennes dans les ports de Prusse »], Berichte über die zur Bekanntmachung geeigneten Verhandlungen der Königl. Preuß. Akademie der Wissenschaften zu Berlin, Berlin,‎ 1844, p. 135-136.
- (de) « Über die Form und Stärke der gewölbten Bogen » [« Sur la géométrie et la force portante des voûtes »], Abhandlungen der Königlichen Akademie der Wissenschaften zu Berlin, Berlin,‎ 1846, p. 51-72.
- (de) « Über die Oberfläche der Flüssigkeiten [cont.] » [« Sur la surface libre des liquides »], Abhandlungen der Königlichen Akademie der Wissenschaften zu Berlin, Berlin,‎ 1845-46, p. 41-84 (1845) ; 1-16 (1846).
- (de) « Über die vermeintliche Abnahme des Wasserstandes in den Hauptströmen Deutschlands » [« Sur la baisse imaginaire de la cote du plan d'eau des grandes rivières d'Allemagne »], Bericht über die zur Bekanntmachung geeigneten Verhandlungen der Königl. Preuß. Akademie der Wissenschaften zu Berlin, Berlin,‎ 1848, p. 316.
- (de) « Über die Scheiben, welche sich beim Zusammenstossen von zwei gleichen Wasserstrahlen bilden, und über die Auflösung einzelner Wasserstrahlen in Tropfen » [« Sur les filets fluides qui se forment à la rencontre de deux courants identiques, et leur désintégration en écume »], Bericht über die zur Bekanntmachung geeigneten Verhandlungen der Königl. Preuß. Akademie der Wissenschaften zu Berlin, Berlin,‎ 1849, p. 214-216.
- (de) « Über die Auflösung flüssiger Cylinder in Tropfen » [« Sur la désintégration en écume de deux courants d'eau cylindriques »], Bericht über die zur Bekanntmachung geeigneten Verhandlungen der Königl. Preuß. Akademie der Wissenschaften zu Berlin, Berlin,‎ 1849, p. 281-287.
- (de) « Über den Druck und die Bewegung des trocknen Sandes » [« Sur la poussée et la déformation du sable sec »], Bericht über die zur Bekanntmachung geeigneten Verhandlungen der Königl. Preuß. Akademie der Wissenschaften zu Berlin, Berlin,‎ 1852, p. 35-42.
- (de) « Über den Einfluss der Temperatur auf die Bewegung des Wassers in Röhren » [« Influence de la température sur l'écoulement de l'eau dans les conduites »], Abhandlungen der Königlichen Akademie der Wissenschaften zu Berlin, Berlin,‎ 1854, p. 17-98.
- (de) « Über die Ausdehnung des destillirten Wassers unter verschiedenen Wärmegraden » [« Sur la dilatation de l'eau distillée pour différentes valeurs de l'échauffement »], Abhandlungen der Königlichen Akademie der Wissenschaften zu Berlin, Berlin,‎ 1855, p. 1-28.
- (de) « Über die Fluth- und Boden-Verhältnisse des Preussischen Jade-Gebietes » [« Sur les variations du trait de côte dans l'estuaire de la Jade prussienne »], Monatsberichte der Königlichen Preuß. Akademie der Wissenschaften zu Berlin, Berlin,‎ 1856-57, p. 339-353 et 23-39.
- (de) « Über Fluth und Ebbe in der Ostsee » [« Les marées de la Baltique »], Abhandlungen der Königlichen Akademie der Wissenschaften zu Berlin, Berlin,‎ 1859, p. 1-18.
- (de) « Über Wellen auf Gewässern von gleichmässiger Tiefe » [« Sur les ondes liquides dans des cours d'eau de même profondeur »], Abhandlungen der Königlichen Akademie der Wissenschaften zu Berlin, Berlin,‎ 1861, p. 1-79.
- (de) « Über das Verhalten der Meereswellen beim Auflaufen auf Untiefen und auf den Strand » [« Différences de comportement de la houle entre la haute mer et le littoral »], Monatsberichte der Königlichen Preuß. Akademie der Wissenschaften zu Berlin, Berlin,‎ 1862, p. 313-316.
- (de) « Über die Wärme der Sonnenstrahlen » [« Sur la chaleur rayonnée par le Soleil »], Abhandlungen der Königlichen Akademie der Wissenschaften zu Berlin, Berlin,‎ 1863, p. 1-17.
- (de) « Über die Wirkung des Windes auf trockenen Sand » [« L'action du vent sur le sable sec »], Monatsberichte der Königlichen Preuß. Akademie der Wissenschaften zu Berlin, Berlin1864,‎ 1863, p. 269-272.
- (de) « Die Preussische Ostsee-Küste, in Betreff der Frage, ob dieselbe eine Hebung oder Senkung bemerken läßt » [« Les côtes de la Prusse témoignent-elles d'une expansion ou d'une régression ? »], Abhandlungen der Königlichen Akademie der Wissenschaften zu Berlin, Berlin,‎ 1866, p. 21-41.
- (de) « Gedächtnissrede auf Encke » [« Hommage funèbre à Encke »], Abhandlungen der Königlichen Akademie der Wissenschaften zu Berlin, Berlin,‎ 1867, p. 1-20.
- (de) « Über die Bewegung des Wassers in Strömen » [« Mouvement de l'eau dans les rivières »], Abhandlungen der Königlichen Akademie der Wissenschaften zu Berlin, Berlin,‎ 1869, p. 1-29.